# Zachary Donohue
Zachary Tyler Donohue, född 8 januari 1991, är en amerikansk konståkare som tävlar i isdans. Han har tävlat för USA i två olympiska spel (Pyeongchang 2018 och Peking 2022).
Vid olympiska vinterspelen 2022 i Peking tog Donohue silver i lagtävlingen i konståkning och brons i isdans tillsammans med Madison Hubbell.